# Slavětín nad Metují
Slavětín nad Metují település Csehországban, Náchodi járásban. Slavětín nad Metují Nahořany, Šestajovice, Rohenice, Jasenná, Bohuslavice és Černčice településekkel határos. Lakosainak száma 255 fő (2024. január 1.).

## Népesség
A település lakosságának változását az alábbi diagram mutatja:
| Lakosok száma | 490  | 466  | 463  | 278  | 276  | 248  | 263  | 266  | 257  | 255  |
|               | 1869 | 1900 | 1921 | 1961 | 1980 | 2011 | 2016 | 2019 | 2021 | 2024 |